# Lijst van voetbalinterlands Palestina - Syrië
Deze lijst van voetbalinterlands is een overzicht van alle officiële voetbalwedstrijden tussen de nationale teams van Palestina en Syrië. De landen hebben tot op heden tien keer tegen elkaar gespeeld. De eerste ontmoeting, een kwalificatiewedstrijd voor de Arab Nations Cup 1998, vond plaats op 23 juli 1998 in Beiroet (Libanon). Het laatste duel, een groepswedstrijd tijdens de West-Azië Cup 2019, werd gespeeld in Karbala (Irak) op 11 augustus 2019.

## Wedstrijden
| №  | Plaats   | Datum            | Competitie                         | Wedstrijd         | Uitslag |
| -- | -------- | ---------------- | ---------------------------------- | ----------------- | ------- |
| 1  | Beiroet  | 23 juli 1998     | Arab Nations Cup 1998 kwalificatie | Palestina − Syrië | 1 − 2   |
| 2  | Amman    | 27 augustus 1999 | Pan-Arabische Spelen 1999          | Syrië − Palestina | 1 − 1   |
| 3  | Amman    | 24 mei 2000      | West-Azië Cup 2000                 | Syrië − Palestina | 1 − 0   |
| 4  | Damascus | 30 augustus 2002 | West-Azië Cup 2002                 | Syrië − Palestina | 2 − 1   |
| 5  | Damascus | 26 maart 2004    | Vriendschappelijk                  | Syrië − Palestina | 1 − 1   |
| 6  | Damascus | 7 februari 2006  | Vriendschappelijk                  | Syrië − Palestina | 3 − 0   |
| 7  | Amman    | 17 november 2012 | Vriendschappelijk                  | Palestina − Syrië | 1 − 1   |
| 8  | Zarka    | 20 november 2012 | Vriendschappelijk                  | Palestina − Syrië | 2 − 1   |
| 9  | Sharjah  | 6 januari 2019   | Azië Cup 2019                      | Syrië − Palestina | 0 − 0   |
| 10 | Karbala  | 11 augustus 2019 | West-Azië Cup 2019                 | Palestina − Syrië | 4 − 3   |

## Samenvatting
| Competitie                    | Totaal gespeeld | Winst Palestina | Gelijk | Winst Syrië | Doelsaldo Palestina – Syrië |
| ----------------------------- | --------------- | --------------- | ------ | ----------- | --------------------------- |
| Azië Cup                      | 1               | 0               | 1      | 0           | 0 − 0                       |
| West-Azië Cup                 | 3               | 1               | 0      | 2           | 5 − 6                       |
| Arab Nations Cup-kwalificatie | 1               | 0               | 0      | 1           | 1 − 2                       |
| Pan-Arabische Spelen          | 1               | 0               | 1      | 0           | 1 − 1                       |
| Vriendschappelijk             | 4               | 1               | 2      | 1           | 4 − 6                       |
| Totaal                        | 10              | 2               | 4      | 4           | 11 − 15                     |

PFF · 
Bondscoaches · 
A-internationals · 
Palestijns vrouwenelftal
1953 – 1959 ·
1960 – 1969 ·
1970 – 1979 ·
1980 – 1989 ·
1990 – 1999 ·
2000 – 2009 ·
2010 – 2019 ·
2020 − 2029
Afghanistan ·
Australië ·
Azerbeidzjan ·
Bahrein ·
Bangladesh ·
Bhutan ·
Burundi ·
Cambodja ·
Chili · 
China ·
Comoren ·
Egypte ·
Filipijnen ·
Griekenland ·
Guam ·
Hongkong ·
India ·
Indonesië ·
Irak ·
Iran ·
Japan ·
Jemen ·
Jordanië ·
Kazachstan ·
Kirgizië ·
Koeweit ·
Libanon ·
Libië ·
Malediven ·
Maleisië ·
Marokko ·
Mauritanië ·
Mongolië ·
Myanmar ·
Nepal ·
Noord-Korea ·
Oezbekistan ·
Oman ·
Oost-Timor ·
Pakistan ·
Qatar ·
Saoedi-Arabië ·
Seychellen ·
Singapore ·
Soedan ·
Sri Lanka ·
Syrië ·
Tadzjikistan ·
Taiwan ·
Tanzania ·
Thailand · 
Turkmenistan ·
Verenigde Arabische Emiraten ·
Vietnam ·
Zuid-Korea
SFA · A-internationals · Syrisch vrouwenelftal
1940 - 1949 · 
1950 - 1959 · 
1960 - 1969 · 
1970 - 1979 · 
1980 - 1989 · 
1990 - 1999 · 
2000 – 2009 · 
2010 – 2019 ·
2020 − 2029
Afghanistan ·
Algerije ·
Australië ·
Bahrein ·
Bangladesh ·
Cambodja ·
China ·
Cyprus ·
Egypte ·
Filipijnen ·
Griekenland ·
Guam ·
Haïti ·
Hongkong ·
India ·
Indonesië ·
Irak ·
Iran ·
Japan ·
Jemen ·
Jordanië ·
Kazachstan ·
Kirgizië ·
Koeweit ·
Laos ·
Libanon ·
Libië ·
Malediven ·
Maleisië ·
Marokko ·
Mauritanië ·
Mauritius ·
Myanmar ·
Nepal ·
Noord-Korea ·
Oezbekistan ·
Oman ·
Pakistan ·
Palestina ·
Qatar ·
Rusland ·
San Marino ·
Saoedi-Arabië ·
Singapore ·
Soedan ·
Sovjet-Unie ·
Sri Lanka ·
Tadzjikistan ·
Taiwan ·
Thailand ·
Tunesië ·
Turkije ·
Turkmenistan ·
Venezuela ·
Verenigde Arabische Emiraten ·
Vietnam ·
Wit-Rusland ·
Zuid-Jemen ·
Zuid-Korea ·
Zweden